# Bernhard Prinz (Fotograf)
Bernhard Prinz (* 1953 in Fürth) ist bildender Künstler und lebt und arbeitet in Hamburg.

## Leben
Bernhard Prinz studierte 1975/1976 Kunstgeschichte an der Friedrich-Alexander-Universität Erlangen-Nürnberg und 1976–1981 freie Kunst an der Akademie der Bildenden Künste Nürnberg. Früh begann er sich mit Fotografie zu beschäftigen. Schon 1980 stellte er in der Galerie Näke, Nürnberg, Fotoarbeiten aus. In Hamburg wurde er zuerst von der Produzentengalerie Hamburg vertreten. Von 2004 bis 2019 war er Professor für Experimentelle Fotografie an der Kunsthochschule Kassel.

## Ausstellungen (Auswahl)
- 1980 Galerie Näke, Nürnberg
- 1984 „Die vierte Wand“, Produzentengalerie Hamburg, Hamburg
- 1987 documenta 8, Kassel
- 1988 „Steine im Acker, Teil I “, Kunstraum München
- 1988 Serpentine Gallery, London
- 1989 „Idee-Ideal-Ideologie“, Kunsthalle Nürnberg
- 1995 „Ribelli“, Galleria Franz Paludetto, Turin
- 1996 Kunstraum Neue Kunst, Hannover
- 1996 „Krux“, Produzentengalerie Hamburg, Hamburg
- 2000 Kunsthalle Göppingen
- 2000 Galerie Lindig in Paludetto, Nürnberg
- 2002 „parvenue“, Galerie Bernhard Knaus, Mannheim
- 2002 Kennedy Boesky Photographs, New York City
- 2003 „Resteverwertung“, Kulturwissenschaftliches Institut Essen
- 2005 „Latifundien“, Galerie Reckermann, Köln
- 2008 „tamtam“, Youmna &Youmna, Hongkong
- 2013 „Heimspiel3“, Haardter Schloß, Neustadt/Weinstrasse
- 2014 „Falls Bedingung dann Anweisung“, Bernhard Knaus Fine Art, Frankfurt[1]
- 2014 „Kunst ist, wenn…“ 25 Jahre Kunsthalle Göppingen
- 2015 „Enlight my Space. Kunst nach 1990“ − Kunsthalle Bremen, Bremen
- 2015 „Passagen. Kunst im öffentlichen Raum Hamburg seit 1981“ - Kunsthaus Hamburg, Hamburg
- 2016 „Kill Your Darlings“ – Large Kassel, Kassel
- 2016 Sammlung Opitz-Hoffmann – Stadtmuseum & Kunstsammlung Jena, Jena
- 2016 „Honey I Rearranged The Collection – # 1 The Magic of Things. Perfidious Objects“ − Hamburger Kunsthalle, Hamburg
- 2019–2020 „FEELINGS – Kunst und Emotion“, Pinakothek der Moderne, München[2]
- 2020 „Punctum - Eine fotografische Sammlung“, Neues Museum Nürnberg, Nürnberg
- 2020–2021 „Allegorien und Architekturen“, Neues Museum Nürnberg, Nürnberg
- 2022 „Beyond“, Bernhard Knaus Fine Art, Frankfurt[3]

## Stipendien
- 1984 Arbeitsstipendium der Freien und Hansestadt Hamburg
- 1985–1987 Karl-Schmidt-Rottluff-Stipendium
- 1986 Förderpreis des Kulturkreises im HDI, Köln
- 1992 Lisa und David Lauber-Preis, Nürnberg
- 1994 Rompreis Villa Massimo, Rom

## Auszeichnungen
- 2005 David-Octavius-Hill-Medaille

## Sammlungen
- ZKM Karlsruhe[4]
- Kunsthalle Göppingen
- Kunsthalle Hamburg

## Mappenwerke
- SKOPJE, Fragmente I – X, 2022, Herausgeber: Bernhard Knaus Fine Art, Frankfurt[5]